# 庫爾斯沙嘴國家公園

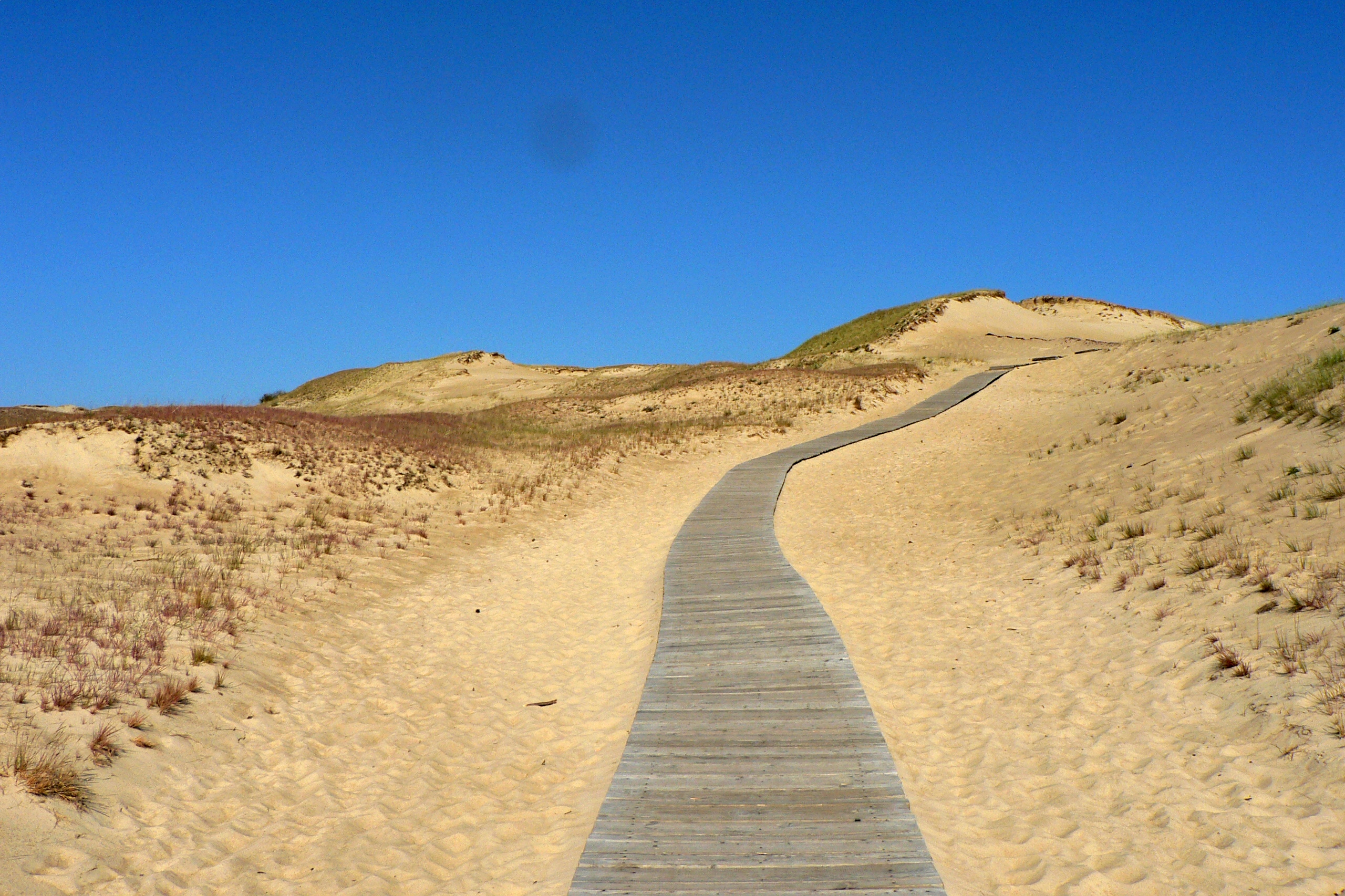

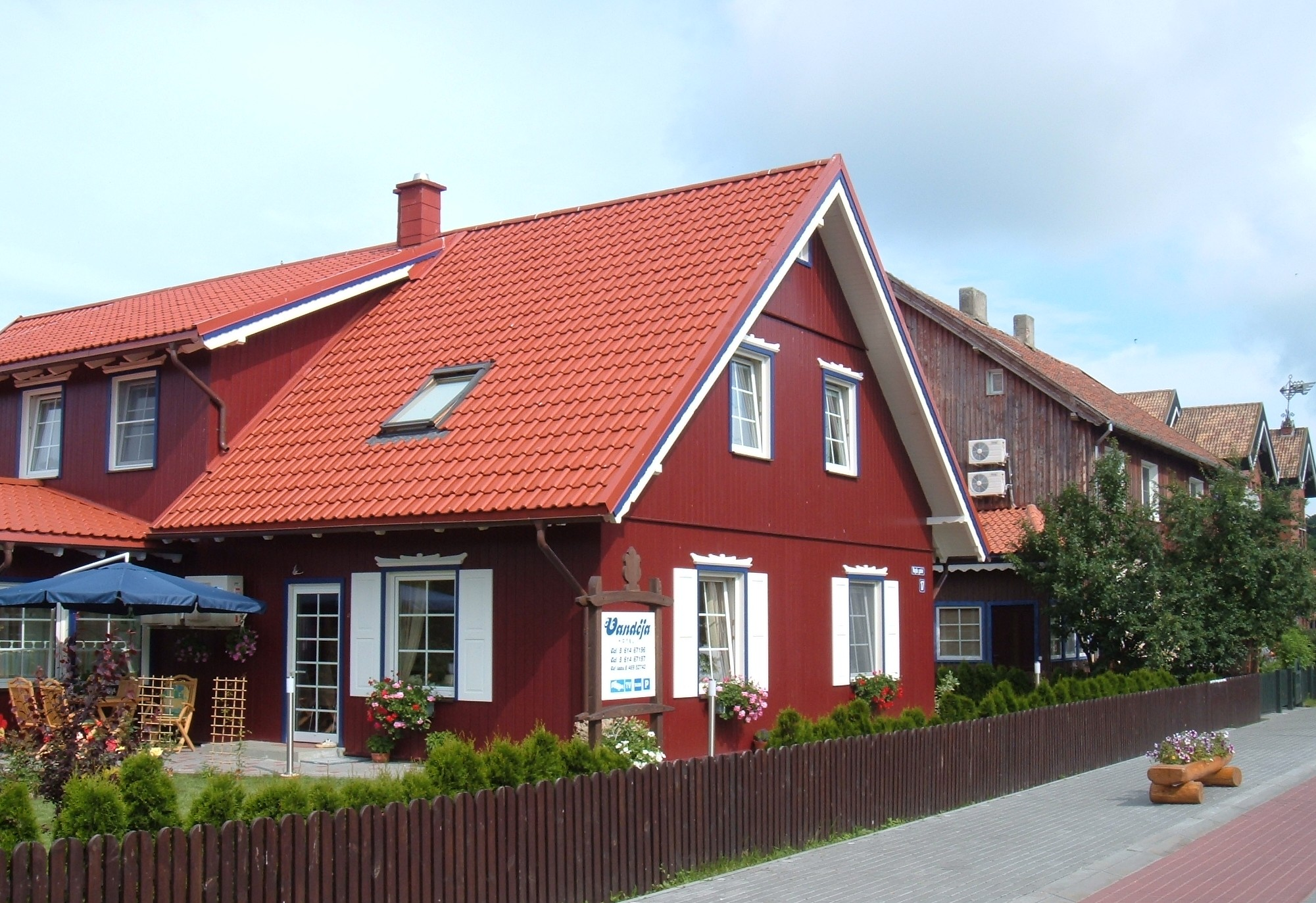

庫爾斯沙嘴國家公園是立陶宛的國家公園，位於該國西北部，始建於1991年，面積265平方公里，涵蓋整個立陶宛部分的庫爾斯沙嘴。

## 外部連結
- Official Web page of the Park （页面存档备份，存于）